# فيرجيل جونسون (مقدم برامج إذاعية)
فيرجيل جونسون (بالإنجليزية: Virgil Johnson)‏ هو مقدم برامج إذاعية أمريكي، ولد في 29 ديسمبر 1935 في كاميرون في الولايات المتحدة، وتوفي في 24 فبراير 2013 في لوبوك في الولايات المتحدة.

## وصلات خارجية
- فيرجيل جونسون على موقع IMDb (الإنجليزية)
- فيرجيل جونسون على موقع ميوزك برينز (الإنجليزية)
- فيرجيل جونسون على موقع أول ميوزيك (الإنجليزية)
- فيرجيل جونسون على موقع ديسكوغز (الإنجليزية)